# Benjamin Hutchinson
Benjamin Hutchinson (ur. 27 listopada 1987 roku w Nottingham) – angielski piłkarz występujący na pozycji napastnika. Obecnie jest bez klubu.